# Shake Your Moneymaker
«Shake Your Moneymaker» — пісня американського блюзового музиканта Елмора Джеймса, випущена синглом у 1961 році на лейблі Fire. Пісня стала популярною серед рок-гуртів і виконавців, її записали the Black Crowes, Джордж Торогуд, Fleetwood Mac і Род Стюарт.
Пісня була включена Залою слави рок-н-ролу у список 500 пісень, що вплинули на рок-н-рол, а також у 2019 році вона була включена до Зали слави блюзу як «класичний блюзовий запис».

## Ранні версії
У 1958 році чиказький співак і гармоніст Шейкі Джейк Гарріс записав на лейблі Artistic схожу пісню «Roll Your Moneymaker» з Меджиком Семом на гітарі та Віллі Діксоном на контрабасі.
Історик блюзу Джерард Герцгафт висунув припущення, що «Shake Your Moneymaker» є варіацією пісень, які знаходять відображення в творчості Чарлі Паттона («Shake It and Break It», 1929) і Букки Вайта («Shake 'Em on Down», 1937). Втім, також вважається що пісня є оригіналом Елмора Джеймса.

## Версія Елмора Джеймса
Елмор Джеймс записав цю пісню у серпні 1961 року в Новому Орлеані, яка ознаменувала бурхливий і жвавий відхід від записів глибокого блюзу такого майстра слайд-гітари як Джеймс.
Пісня була вперше випущена на лейблі Боббі Робінсона Fire в грудні 1961 року разом з «Look on Yonder Wall», яка була записана на тій ж сесії. Джеймсу (вокал, гітара) акомпанували Семмі Маєрс (губна гармоніка), Джонні «Біг Мус» Вокер, Семмі Лі Буллі (контрабас) і Кінг Моуз Тейлер (ударні). Версія Джеймса мала більш жорсткіший музичний підхід, ніж його попередник «Roll Your Moneymaker» Шейкі Джейка.
У 1965 році пісня була перевидана синглом на лейблі Enjoy (2022).

## Інші версії
Версія Джеймія стала досить популярною серед інших музикантів, зокрема її перезаписали The Paul Butterfield Blues Band для дебютного однойменного альбому (1965), Fleetwood Mac
для дебютного однойменного альбому (1968), Джон Геммонд для Sooner or Later (1968), Джон Літтлджон для John Littlejohn's Chicago Blues Stars (1969), Хаунд-Дог Тейлор для Natural Boogie (1974), Гоумсік Джеймс для Chicago Blues Festival Volume 1 (1971), Homesick James & Snooky Pryor (1973) та Home Sweet Homesick James (1975), Джонні Вінтер для 3rd Degree (1986), Джордж Торогуд для Born to Be Bad (1988), Джиммі Роджерс з Ронні Ерлом для Jimmy Rogers With Ronnie Earl & The Broadcasters (1993), the Black Crowes з Джиммі Пейджом для Live at the Greek (1999).

## Визнання
«Shake Your Moneymaker» Джеймса була включена Залою слави рок-н-ролу у список «500 пісень, що вплинули на рок-н-рол». У 2019 році «Shake Your Moneymaker» в оригінальному виконанні Джеймса (Fire, 1961) була включена до Зали слави блюзу в категорії «Класичний блюзовий запис — сингл/пісня».